# 坎巨提
罕薩（Hunza），一譯洪扎，亦称棍杂，是亞洲中部的一個已不存在的國家，位於今巴基斯坦吉尔吉特-巴尔蒂斯坦的罕萨山谷一帶，1892年至1947年是英屬印度的一個土邦，後成為巴基斯坦的土邦直至1974年為止。又名坎巨提，一譯乾竺特、謙珠特、喀楚特。
坎巨提土邦的南面為英屬印度的吉爾吉特特區，西南面是那格爾土邦，東北與中國新疆省接壤，西北毗鄰阿富汗。
其居民信奉伊斯蘭教。該國都城為巴勒提特（Baltit，清代史料稱之為棍雜），位於今日克什米爾地區吉爾吉特-巴爾蒂斯坦罕薩縣卡里馬巴德。
大小和卓之亂被清朝平定後，坎巨提開始與清朝建立外交關係，並於1761年起成為清朝的朝貢國。晚清以後，該國被中國稱為坎巨提，簡稱坎部。自19世紀起，坎巨提成為英國、俄羅斯大博弈的重要爭奪地區。1891年，英國發動罕薩–那格爾戰役，征服坎巨提和那格爾。次年，坎巨提正式成為英屬印度的一個土邦。但坎巨提仍向清朝朝貢，因此後來引發了主權歸屬爭議，直到1963年中國才正式承認主權屬於巴基斯坦。1974年，坎巨提正式併入巴基斯坦。
坎巨提的都城巴勒提特堡於2004年被聯合國教科文組織列為世界遺產。

## 歷史

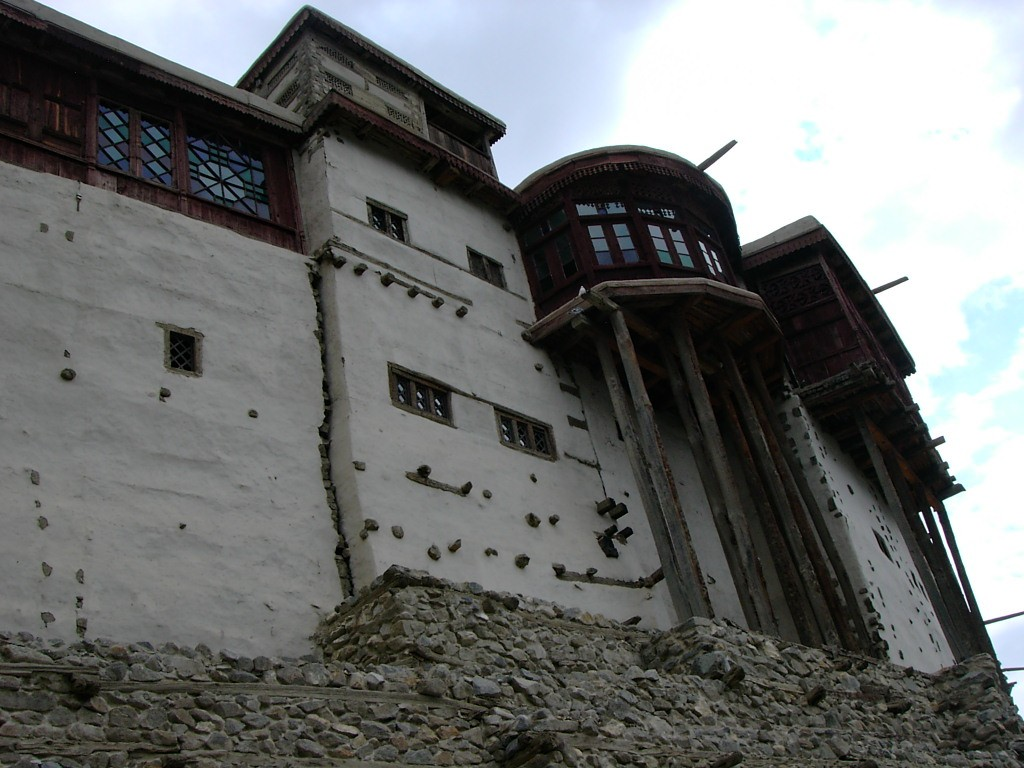
巴勒提特堡

數個世紀以來，坎巨提曾長期是一個獨立的國家。該國由布魯紹人建立，其統治者稱號為圖姆（Thum），後改稱彌爾（Mir）。坎巨提統治者自稱是亞歷山大大帝的後代，他們視自己和中國皇帝為世界上最重要的領袖。他們經常對山區生活的柯爾克孜族據點發起攻擊，將一些柯爾克孜族奴隸販賣給中國。
大小和卓之亂被清朝平定後，克什米爾諸國始與清廷建立聯繫。乾隆二十六年（1761年）七月，坎巨提彌爾沙阿·希斯洛汗（黑斯婁）遣其子至葉爾羌（今新疆莎車）入貢，坎巨提成為中國的屬國。其後定為三年一貢，貢物為砂金一兩五錢，分裝為十五袋，一般由其彌爾之子送至喀什噶爾。喀什噶爾參贊大臣（或喀什噶爾道）按例賞給其大緞二端及糧餉等物。
道光二十七年（1847年），坎巨提彌爾加贊法爾·阿里汗一世（夏孜牌爾）幫助清軍平定七和卓之亂，被賜予葉爾羌的熱瓦奇村作為外產。坎巨提與英國控制下的克什米爾土邦為敵，在19世紀多次交戰。克什米爾多次被坎巨提所敗，向坎巨提進貢。
清代晚期，克什米爾和帕米爾地區成為俄羅斯、英國展開大博弈的前沿。俄國吞併中亞諸汗國後，勢力延伸至阿富汗北部和帕米爾。英國擔憂俄國從中亞入侵印度，也加緊對帕米爾南部各國的侵略。同治年間，新疆爆發動亂並遭阿古柏入侵，“中國內寇不靖，未遑遠略”，無暇顧及坎巨提等屬國。英國控制克什米爾後，坎巨提每年從英屬克什米爾領取補貼。光緒年間清軍收復新疆，坎巨提彌爾穆罕默德·加贊汗一世（俄則項）循舊例遣使貢金，清廷賞給其五品頂戴。1888年至1889年，俄國使者格羅姆切夫斯基、英屬印度官員榮赫鵬分別到訪坎巨提。

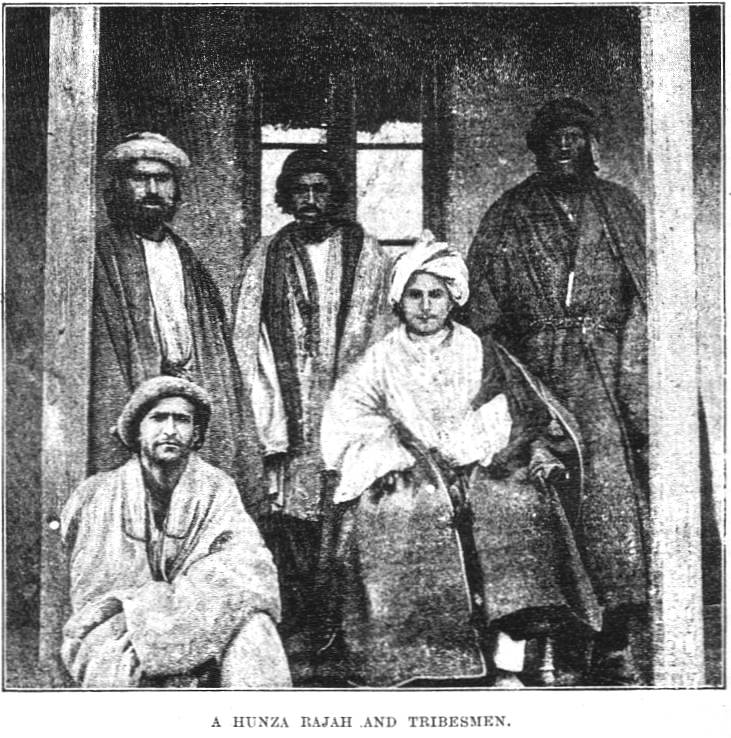
坎巨提的彌爾及其屬民（19世紀末）

光緒十七年（1891年）末，英國军队繼續向帕米爾推進，發動了罕薩–那格爾戰役，攻佔了坎巨提及其鄰國那格爾（舊譯訥格爾）。那格爾彌爾向英軍投降，坎巨提彌爾薩法爾·阿里汗（賽必德艾里罕）則逃往中國，被旗官張鴻疇羈留於新疆蒲犁廳（今塔什库尔干）。清廷採納新疆巡撫陶模之議，將賽必德艾里罕轉移至省城迪化（今新疆烏魯木齊）。中國駐歐公使薛福成與英國交涉，英外交大臣沙力斯伯里聲稱英國並無攻滅坎巨提之意，只因其輕慢英國官員，故示以懲戒。1892年，中英達成共識，清廷承認坎巨提為“兩屬之國”，並冊立薩法爾·阿里汗之弟穆罕默德·納齊姆汗（買買提艾孜木）為坎巨提彌爾；英國則將坎巨提視為英屬印度的一個土邦，並同意其繼續向中國納貢。光緒十八年（1892年），陶模委派阜康縣知縣田鼎銘、張鴻疇前往坎巨提，與英属印度官员热布生、克什米爾土邦的使節共同出席穆罕默德·納齊姆汗的冊封典禮。薩法爾·阿里汗則被羈禁在烏魯木齊長達十七年，後又被安置於庫車；其子米則拜爾被編往莎車之熱瓦奇村為民，餘眾被遣返回坎巨提。。
1898年，英國為試探中國對帕米爾領土的態度，指使坎巨提要求租種中國蒲犁縣喇斯庫穆的土地。1899年3月，英國駐華公使竇納樂就帕米爾劃界問題照會中國政府，提出一条新的帕米爾段边界，試圖勸說中国放棄對坎巨提的宗主權，同時坎巨提放棄對中國所屬帕米爾東緣塔克敦巴什帕米爾、喇斯庫穆等土地（在今塔什庫爾干縣南）的要求。對此，喀什噶爾道黃光達指出，“塔敦巴什及喇斯庫穆地本屬中，乃云印度代坎巨提讓與中國，誠所謂幻想奇談！”。中國總理衙門與新疆巡撫商議未果，不久因義和團事作，最終擱置此事，被英人當作默許。
中華民國成立後，坎巨提停止向中國進貢。穆罕默德·納齊姆汗在位46年，1938年去世。穆罕默德·加贊汗二世继位。1974年，坎巨提發生反對其彌爾統治的暴動，9月25日，巴基斯坦總理阿里·布托乘机取消坎巨提的獨立地位，其地被併入巴控克什米爾。10月3日，坎巨提末代弥尔穆罕默德·賈馬爾汗宣布退位（2年后去世），同時宣佈同意坎巨提加入巴基斯坦。作为补偿，贾马尔汗仍被保留“弥尔”的头衔，并允许其后代世袭此职，但没有任何权力。

## 奴隸貿易
坎巨提地處新疆與南亞、西亞間的交通要道，以劫掠過往商隊和販賣奴隸為主要經濟來源。18至19世紀，奴隸制度和貿易仍存在于中亞、南亞地區。清廷統一新疆後，在回部地區仍允許農奴制度的存在。伯克們可以得到養廉地，並合法地使用燕齊（種地人，相當於農奴）勞作。由於這種需求，坎巨提成為外國奴隸輸入新疆的來源之一。由坎巨提販往新疆的外國奴隸通常是商人和運貨人，主要來自克什米爾、齊特喇爾和阿富汗一帶。這些奴隸經坎巨提或再由柯爾克孜人之手，被賣到喀什噶爾、英吉沙爾、葉爾羌（莎車）等地。1884年新疆建省後，清廷廢除了伯克制，明令禁止使用奴隸，但在很多地區蓄養奴隸的現象仍然存在。19世紀末，英國控制了克什米爾地區，逐漸限制其屬邦進行奴隸貿易，並向中國政府交涉，提出釋放新疆境內的外籍奴隸問題。1897年，中、英達成協議，中國釋放了新疆南部的所有英屬印度籍奴隸。

## 領土爭議
中華民國國民政府曾於1940年代主張坎巨提為中國領土。在中華人民共和國初期印製的地圖中，仍將坎巨提、巴達克山等地畫為新疆省轄地。1963年3月2日，中華人民共和國与巴基斯坦政府签署《中巴边界协定》，确认坎巨提所在的罕萨河谷归属巴基斯坦控制下的克什米尔。

## 歷代坎巨提君主
坎巨提君主最初使用布魯夏斯基語稱號“圖姆”（Thum），後改用波斯語稱號“彌爾”，“彌爾”一詞與阿拉伯語中的“埃米爾”同義。不過，清代文書稱其統治者為“伯克”，或稱為“坎酋”。
| 君主                | 英文                        | 清史譯名     | 在位年代                    |
| ------------------- | --------------------------- | ------------ | --------------------------- |
| 萨利姆汗一世        | Mir Salim Khan I            | 色里木       | ？—？                       |
| 沙阿·苏丹           | Mir Shah Sultan Khan        | 素爾坦       | ？—？                       |
| 沙阿巴兹            | Mir Shahbaz Khan            | 巴孜         | 1701年—？                   |
| 沙阿伯克汗          | Mir Shahbeg Khan            | 沙伯克       | ？—？                       |
| 沙阿·希斯洛汗       | Mir Shah Khisrow Khan       | 黑斯婁       | 約1750年—1790年             |
| 米尔札汗            | Mir Mirza Khan              | 米兒咱       | 1790年                      |
| 萨利姆汗二世        | Mir Salim Khan II           | 色里木       | 1790年—1825年               |
| 加赞法尔·阿里汗一世 | Mir Ghazanfar Ali Khan I    | 夏孜牌爾     | 1825年—1864年               |
| 穆罕默德·加赞汗一世 | Mir Muhammad Ghazan Khan I  | 馬哈麻俄則項 | 1864年—1886年               |
| 萨法尔·阿里汗       | Mir Safdar Ali Khan         | 賽必德艾里罕 | 1886年—1891年               |
| 穆罕默德·纳齐姆汗   | Mir Muhammad Nazim Khan     | 買買提艾孜木 | 1892年9月15日—1938年7月22日 |
| 穆罕默德·加赞汗二世 | Mir Muhammad Ghazan Khan II |              | 1938年—1945年               |
| 穆罕默德·賈馬爾汗   | Mir Muhammad Jamal Khan     |              | 1945年—1974年9月25日        |

### 引用
1. ↑  《西域水道記》、《新疆識略》
2. ↑  Baltit Fort （页面存档备份，存于） UNESCO Tentative List - official website. Retrieved 05 October 2014.
3. ↑  Edward Frederick Knight. . Longmans, Green, and Co. 1893: 331  [2011-01-23]. （原始内容存档于2020-04-02）.
4. ↑  Ralph Patteson Cobbold. . Charles Scribner's Sons. 1900: 22  [2011-01-23]. （原始内容存档于2013-06-23）.
5. ↑  《平定準噶爾方略》續編卷十二：“（葉爾羌辦事都統）新柱奏：“謙珠特伯克黑斯婁遣伊子貢金，隨酌量賞給。又據告稱，伯克訥格爾（即訥格爾伯克）吉勒梯亦願附進土物。”乾隆皇帝諭曰：“外藩小部落輸誠入貢，固不當較其貢物之厚薄，但必親身前來，或遣其子弟，始足以昭忧悃。若僅遣使人，即當酌量辦理。至訥格爾等與黑斯婁一體，乃懇其代進，將來行之日久，便成黑斯婁之屬人矣。此風斷不可長。”
6. ↑  Woodman, Dorothy. . Barrie & Rockcliff. 1969: 90ff.
7. ↑  《清史稿》卷五百二十九引薛福成奏疏
8. ↑  Edward Frederick Knight. . Longmans, Green, and Co. 1893: 331  [2011-01-23]. （原始内容存档于2014-06-17）.
9. ↑  《清史稿》列傳屬國四
10. ↑  王樹楠《新疆圖志》國界志，第五卷，37頁
11. ↑  地圖出版社《中華人民共和國分省地圖》1953年修訂版
12. ↑  《中华人民共和国政府和巴基斯坦政府关于中国新疆和由巴基斯坦实际控制其防务的各个地区相接壤的边界的协定》第二条
13. ↑  Ben Cahoon, WorldStatesmen.org. .   [2007-10-03]. （原始内容存档于2007-09-27）.
14. ↑  其名見乾隆五十三年十一月二十六日葉爾羌辦事大臣塔琦奏“乾竺特伯克色里木遣人進貢金子查收遇便解京回賞緞布口食羊隻事 （页面存档备份，存于）”摺件，現藏於中央研究院歷史語言研究所。

## 延伸阅读
[在维基数据编辑]
 《清史稿/卷529》，出自趙爾巽《清史稿》